# 約會
約會（英語：Dating，粵語：拍拖）是指預先約定時間地點會面的活動。在日常生活中通常指，至少一人爲求結婚、戀愛或尋求精神共鳴、浪漫甚或性交的二人之间的交往活動，有時會有他人隨行。在英文中可指，雙方尚未達成長久關係，而考察可否達成長久關係的一段探索時期。以求偶爲目的的約會中，可以評估對方是否適宜成爲自己的伴侶或配偶，並培養感情。約會及其分際在不同的文化風俗中大相徑庭，不再約會的處理手法和同時期約會人數尤有爭議。此外，非屬开放式关系的已婚者若與配偶以外的人約會，常會遭受譴責。

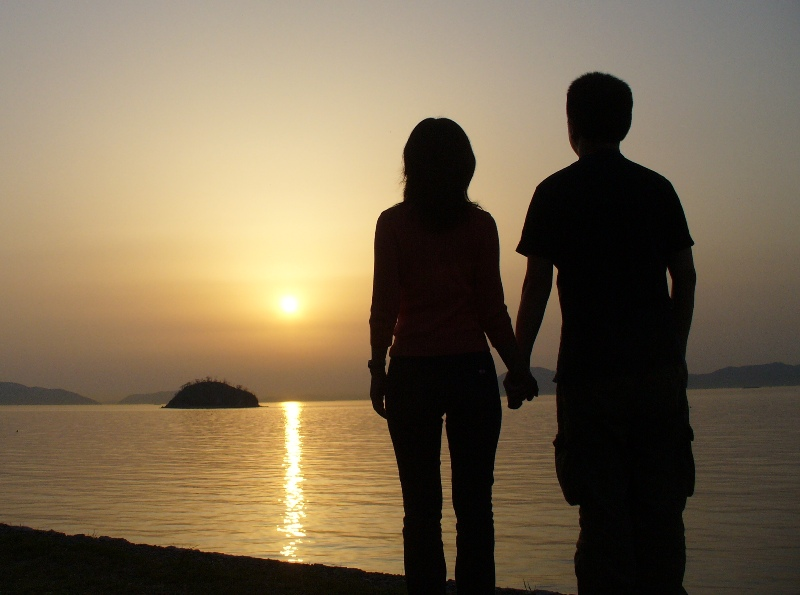
日本情侶在海灘上牽手

## 目的和功用
戀愛約會是人類求偶活動其中一環，藉相處交談而了解對方，找出配合度，用作考驗及選擇出一位作為配偶，過程中亦同時培養並鞏固愛情。
單身者一般要經歷多次約會，方會成功選擇或被選擇成為配偶。婚後伴侶間的約會用作以促進雙方感情、促進了解，因為人是不斷成長和改變的。婚后若與其他人约会，則屬於精神外遇，常會受到道德譴責，不受社會認同。但要注意的是普通朋友或有業務往來的人單獨會面亦可稱為約會(appointment)。部份人亦會參加快速配對(speed dating)增加與異性約會機會。

## 活動內容
通常是在工餘（下班後、放學後、週末及假期）進行雙方均有興趣的活動，例如逛街、看電影、唱卡拉OK、吃喝玩樂、郊遊等，藉相處及交談而瞭解對方。
有一部份人認為 有些情侶未瞭解清楚對方就開始有親密行為，如接吻，以至性行為，有可能對雙方關係有反面的影響，後者會令伴侶關係變成「炮友」，即是單純肉體上的伴侶，通常並不持久，也有人在親密過後促進了雙方的了解，加深彼此之間的感情，也有些則發展為包養關係。但是也有些人最初接近的目的即是為了定期性行為，屬於所謂「性夥伴」（或稱「砲友」）關係，通常不會成為現實伴侶，只止於滿足雙方對性的需求而已。

## 約會成功後的下一步
如果兩人互相喜歡配合度又高，經過一段時間的相處及了解後，就視乎情况而選擇訂婚或結婚。也有人選擇同居不結婚，原因可能是婚姻制度及註冊法律會反而阻礙他們關係的發展，或認為沒有必要結婚，擔心即使結婚後，將來亦會有分居及離婚的可能性。

## 分手

莎士比亞的作品《羅密歐與茱麗葉》中兩人於陽台幽會

### 分手原因
情侶之間不再約會，可能有以下原因：
第一，開始關係時過於魯莽，導致雙方不了解形成期望落差。例如大學生為了趕快「出pool」（即脫單）而缺乏對伴侶的認識，深入了解，發現對方性格、興趣等並不適合。
第二，背叛、「劈腿」。即發現對方與第三者苟合，或發現苟合的線索，源頭社交應用程式（例如WhatsApp、微信、LINE等）上可疑的信息等。
第三，情侶雙方對於結婚上的爭議。此議題一向是導致分手的主要原因：男方通常被指拖延結婚時間，或對此態度敷衍，處處尋找藉口避忌；女方則希望在認定情侶後儘早結婚，以確保安穩的生活。此立場的分別主要源於女性30歲後外貌開始衰老，而男性卻正值壯年。

### 分手後
分手後雙方關係可分成以下類別：
第一種，和平分手。雙方分手時可能源於雙方不了解、性格不合、厭倦等原因，使雙方於分手時未有令其關係惡化。情侶雙方或會維持朋友關係或分手後不再來往與聯絡。
第二種，不歡而散。雙方分手時可能源於背叛等道德上較為難以接受的原因，導致一方或雙方心理、情緒上受到很大打擊。

## 花費議題
多年來，約會花費由哪一方支付一直備受大眾熱議。付費方式包括AA制（指平均分擔賬單或各自付各自的）、輪流支付、全由一方付費。不過，付費方式亦取決於雙方的相對經濟能力。或出於性別偏見，部分女性或會認為此乃男方的責任，有香港男性指責要求男方付費的女性為「港女」。分佈在緬甸东部及泰國西部的克伦族女人要寫情詩和送禮物，來追求男人。

## 外部連結
- wikiHow：如何约会 （页面存档备份，存于）